# Versenytánc
A versenytánc a táncformák vagy táncstílusok egyik legnagyobb összefoglaló csoportja. A táncművészetben a versenytánc mellett találjuk az ünnepi táncot, az erotikus táncot, a csoportos táncot, a show-táncot és a közösségi táncot.
Míg a legtöbb ember ezt a táncstílust egyfajta szórakoztató tevékenységnek tekinti, már egyre gyakrabban gondolják sportnak. 1997 óta a Nemzetközi Olimpiai Bizottság is sportként tartja számon a táncsportot. Hiszen csak úgy mint az atlétáknak, a versenytáncosoknak is kitűnő kondícióban kell lenniük. A tánc erőnlétet, állóképességet és rugalmasságot, illetve rengeteg koncentrációt igényel. Versenyeken mindezekből a fizikai tulajdonságokból a maximumot kell nyújtani, s ezáltal lehet feljebb kerülni bizonyos kategóriákon belül, például osztályos-és ranglista, esetleg országos versenyekre.

## Gyakorlat
Minden gyakorlati tevékenységet bizonyos szabályok betartásával vihetünk tökélyre. Ennek a zenével, a stílussal, a tartalommal, az előadásmóddal és a táncosokkal is mind-mind összhangban kell lennie. A leggyakoribb korlátozások közé tartozik a táncosok száma és a bizonyos figuraelemek használata egy adott korosztályon belül, illetve a ruhák díszítettsége. Különböző kategóriába sorolhatók a szóló, valamint a páros és hármas táncos, emellett a kiscsoportos (4-9 táncos), nagyobb csoportos (10-19 táncos) és a húsznál több táncost magába foglaló nagy csoportos táncot. Emellett megkötésként szerepel a táncosok átlagéletkora, a táncosok táncművészeti tapasztalata, a meghatározott időhatár, a megfelelő zene, stílus és tánc. Azok a párok, akik nem képesek eleget tenni a pontozóbírók követeléseinek avagy szabályt szegnek bizonyos elemek vagy ruhák kapcsán, automatikusan kiesnek a versenyből.

## A pontozásról
A táncversenyek pontozóbírói általában korábban maguk is versenytáncosok voltak. A közönség előtti elkülönített helyen ülnek a táncparkett előtt és az összes táncot árgus szemekkel figyelik. Mindegyik bírónak egy-egy pontozótáblája van minden versenyszámra. A pontok különböző kategóriába sorolhatók. Általában az előadásmód, az átvezetések, a versenyszám nehézsége, a ruha, a koreográfia, a szabatosság és a zeneiség mind-mind meghatározzák a pontok számát.
A versenyek bírálása közben előfordulhatnak bizonyos úgy nevezett „kötelező elemek”, amelyeket a táncosoknak bele kell fűzniük a koreográfiájukba. Például bizonyos levegőbe ugrást igénylő mozgások esetében sok versenyen az a feladat, hogy a lábnak érintenie kell a talajt a mozgáselemek elvégzése közben, hiszen az már nem tánc, hanem ugrabugrálás, ha nem a lábakkal dolgozik egy táncos. Nemcsak hogy kizárhatják a párokat a versenyből, de emellett még esetleg bizonyos számú pontot is levonnak büntetésként tőlük.
A zsűri összetétele:
Döntnök: ő dönti el, hogy az adott ruha vagy figura, a korosztályhoz és kategóriához mérten szabályos-e. Pl.: E osztályban (kezdőosztály) szigorú szabályok vannak a ruhára (nem lehet flitteres, strasszos, csillogó), valamint a két úgynevezett ,,hobbi" osztályban (E és D) csak a figurakatalógus által engedélyezett figurákat lehet táncolni. Először figyelmezteti a esetleges szabálytalan párost, majd, ha a szabálytalanság továbbra is fennáll, akkor ki is zárhatja. Kezdő profi osztályokban (C és B osztály) már nincsenek ruhával kapcsolatos elvárások, majd profi szinten már egyáltalán nincsenek kizáró tényezők.
A pontozóbírók: ők pontoznak. A versenyszervező, valamint olyan ember, akinek valamilyen rokona táncol nem lehet pontozóbíró. A pontozóbírók x-eket adnak, aszerint, hogy az adott kategória, korosztály szintjének megfelel-e. A verseny előrehaladtával, persze nő a követelmény. Ők nem is inkább a látványelemekre, hanem a tiszta alapra figyelnek. Pl. B osztályban sokszor van olyan, hogy van egy bizonyos tánc, amiben csak ,,basic" (D vagy C osztályos) koreográfiát lehet táncolni (pl.: B országos bajnokság).

## A jutalmazás
A pontozóbírók az előadás színvonalasságának függvényében pontokat osztanak ki, és az összes pontozóbíró által kiosztott pontok összeadódnak, így alakul ki a végleges pontszám. Ennek alapján, a versenyszámok különdíjat, bronz, magas bronz, ezüst, magas ezüst, arany vagy magas arany érmet szerezhetnek, amelyek igen nagy elismerést jelentenek az adott verseny minőségét tekintve. Itt kell megjegyezni, hogy természetesen minden verseny más és más, és a különdíjak, a bronz és magas bronz aranyérmeket nem biztos, hogy kiosztják. Egyes versenyeken az arany minősítést már a 80 pont elérésekor is megkapják a versenyzők. Az alap aranyt helyettesíthető egy mellékesen adományozott magas arany, illetve platinaérem is. Ez főleg az éremszerző versenyek jellemzője. A versenykönyves versenyeken csak egyszerűen az x-ek száma szerint sorolják a versenyzőket. Csak az első három kap érmet. A versenyek esetleg nemcsak a versenyszám alapján pontozhatnak, hanem osztály, tudás szerint is.
Ahány párost hagy maga mögött az ember, annyi ún. „továbbjutó pontot” kap. Kiemelt versenyeken( területi bajnokság, országos bajnokság) a pontok 1,5x -ét kapja a páros. Ezekkel lehet osztályokat lépni. Az osztályok: E, D, C, B, A, S és utána a profi.

## Korosztályok, kategóriák
Mint minden sportban itt is vannak, kezdők haladók, és persze profik is. A kezdők, tánciskolások nem továbbjutó pontokért küzdenek, mint versenykönyves társaik. Csak elismerésért, érmekért. Legtöbbször még négy táncot sem kell táncolniuk, csak hármat. A haladók, versenykönyvesek pedig már az előbb említett továbbjutó pontokat gyűjtik. Ez a legkiterjedtebb csoport, hiszen hat részre oszlanak, E, D, C, B, A és S-esekre. E-ben három, D-ben négy tánc a követelmény, a magasabb csoportokban öt tánc szerepel. És végül jönnek a profik, akik már nem csak pontokért, de pénzért is küzdenek. Náluk más pontok vannak, ezek szerint sorolják őket nemzetközi ranglistába. A korosztályokról azt kell tudni elsősorban, hogy hiába nem töltötte be az adott személy az adott kort, ha abban az évben be fogja tölteni, már a felsőbb osztályhoz tartozik. Például.: valaki 2009. december 5-én töltené be a tizennégyet, de már Junior II-es.
Gyerek I. 9 év alatt.
Gyerek II. 11-12 év.
Junior I. 12-13 év.
Junior II. 14-15 év.
Ifi 16-18 év.
Felnőtt 18-35 év.
Senior 35 év felett.
Részletes megtekintés ezen a linken: https://web.archive.org/web/20090426063726/http://idsf.net/index.tpl?id=48

## A standard táncok
A standard táncok, még a latin-amerikai táncok versenylistára vétele előtt szerepeltek a világbajnokságon. A férfi frakkot vagy inget mellénnyel, a nő nagyestélyit illetve hosszú szoknyát visel. Testközelből táncolnak, a férfi vezet. Kötött műfajnak számít, ezért kevés showelem szerepel.

### Angolkeringő
Az angolkeringő a nemzetközi tánc kategória első standard táncaként szerepel a versenyeken. Nem összekeverendő a szintén 3/4-es ütemű bécsi keringővel, amely kétszer olyan gyors, mint angol párja. Angol elnevezése is bécsi eredetére utal: slow waltz, szó szerint „lassú keringő”. A tánc az emelkedésektől és süllyedésektől, valamint a folyamatosan forgó, mozgó test látványától válik elragadóvá és a lírikus hangulatú zene a legharmonikusabb, legnyugodtabb standard tánccá alakította az idők során. 1922 óta versenytánc.
- Zenei ütem: 3/4
- Tempó: 28-30 ütem/perc

### Tangó
A Tangó a standard táncok második versenyszáma az angolkeringő után. Latin-amerikai, elsősorban argentin eredetű tánc, mégis inkább a standard táncokra hasonlít, mint a latin-amerikai táncokra. Ugyanolyan kötött stílust képvisel, mint az összes többi standard tánc.  Táncolása során nincs emelkedés és süllyedés, végig horizontálisan egyenes vonalban táncolják. Az előrelépést sarkon lépik. A lábfejeknek tökéletesen egyenesen kell állniuk, ez is egy olyan pont, amit nagyon szigorúan vesznek a pontozóbírók. Dinamikus, közepesen gyors tánc, hirtelen mozdulatokkal. 1929-ben került fel a hivatalos versenytánclistára.
- Zenei ütem: 2/4
- Tempó: 31-33 ütem/perc

### Bécsi keringő
A Bécsi keringő, amely 6 lépésből áll, két 3/4-es ütemre volt felosztva és egy teljes fordulással összekötve kiteljesedett az akkoriban még szokásos balett-technika segítségével. Németország maradt a keringővel kapcsolatos események középpontja egészen a húszas évekig, amikor is a valcer úgy egy évtizedig háttérbe szorult a modernebb, dinamikusabb táncformák miatt. Angliában a Bécsi keringő sohasem volt otthonos. Az angolok Bécsi keringő elleni tiltakozását mutatja, hogy náluk ez a tánc a standard táncversenyek programjában az utolsó táncként szerepel, míg más országokban a harmadik bemutatandó tánc. 1951 óta versenytánc.
- Zenei ütem: 3/4
- Tempó: 58-60 ütem/perc

### Slowfox
A Slowfox a lineáris lépésmintákat követő, művészien megformált, hosszú, sikló járómozgáson alapul. Az angol társastánc legtipikusabb tánca, melynek eleganciáját zenei oldalról a szaxofon és a klarinét emeli ki. Igen igényes és technikailag viszonylag nehéz tánc, mely a világtáncprogramban is szerepel. Versenytáncban csak C osztálytól szerepel a versenyprogramban. 1929 óta hivatalosan is versenytánc.
- Zenei ütem: 4/4
- Tempó: 28-30 ütem/perc

### Quickstep
A quickstep (angol szó; jelentése: gyors lépés) leginkább a foxtrottból eredeztethető, melynek gyökerei a ragben és a onestepben keresendők. Utóbbi kb. 1910-ben került át Amerikából Európába. Rendkívül leegyszerűsített táncról volt szó, melyben folytonos egylépésmozgások váltakoztak, a ritmus változatlan, chasse-któl mentes, indulójellegű, haladó tánc volt. Hamarosan kialakult a ragtime stílusa Nagy-Britanniában, s a onestepből kifejlődött a Rag. Az új ritmus lehetőséget adott a chasse-k beintegrálására, így alakulhatott ki a foxtrott. Lendületesebb táncot alkottak meg, ugyanis sarokkal léptek előre, s a tánc ma használatos formája már az 1920-as évek elején létrejött. Később, 1924-ben a foxtrott két ágra bomlott: a lassabb Slow Foxtrottra és a gyorsabb quickstepre.
A quickstep korai elnevezése: Quicktime Foxtrott és Charleston. Alapmozgását a Chasse-k, Lock Stepek és a külső állásban megtett lépések jellemzik. Kissé úgy jelenik meg a parketten, mintha a párok gyorsan, szabálytalanul futómozgást végeznének, szeszélyes jellegét a chasse-k jelenlétének, a lépések dinamikusságának és a slow-quick (lassú-gyors) lépések tempós váltakozásának köszönheti. Nem a legegyszerűbb táncok egyike, nyugodt felsőtesttartást és kidolgozott lábtechnikát igényel. A standard táncok közül a legnagyobb népszerűségnek örvendő táncról van szó, hisz egyik másik báli tánc sem mondhatja el magáról, hogy sziporkázó, dinamikus és élettel teli.
- Zenei ütem: 4/4
- Tempó: 50-52 ütem/perc

## A latin-amerikai táncok
a latin-amerikai táncnak kettő fajtája, van melyek:
- afrikai eredetű „importált”: szamba, rumba, mambó
- afroamerikai eredetű (jazz korszak): onestep, jimmy, chalston, black bottom

### Cha-cha-cha
Ritmus:2-3-chachacha
A rumba és a mambó egyik változata (lassúbb). Egy kubai eredetű zenész játszotta egyszer túl gyorsan a rumba zenét, ebből lett a cha-cha-cha. 1954-től a legkedveltebb divattánc.
- Zenei ütem: 4/4
- Tempó: 32-34 ütem/perc (versenyeken 30-32 ütem/perc[1])

### Samba
Afrikai eredetű, ősi népi tánc. A rabszolgák hozták be Brazíliába. „Semba” egy csípőmozgásfajta, ami szaggatott, rövid és helyenként hirtelen mozdulatokat tartalmaz.
- Zenei ütem: 2/4
- Tempó: 48-56 ütem/perc (versenyen 50-52 ütem/perc[1])

### Rumba
A rumba a legtöbb táncos kedvence... (eltekintve a kivételektől). A rumba azért nyerte el tetszésüket, mert ez a tánc a megtestesült szenvedély, amelyet először a férfi a nő, a nő a férfi elcsábítására használta. Ebben a táncban a nőt helyezik a középpontba, teljes mértékben az övé a főszerep. Ez a lassú, mégis sok energiát igénylő tánc az összes latin-amerikai tánc alapja. Annak ellenére, hogy ez a leglassabb tánc, talán mégis ez igényli a legtöbb koncentrációt és összeszedettséget, hiszen a rumba zenék ,,kitöltése" nagyon precíz munkát igényel. A lassú zene elősegíti a kifinomult csípőmozgás létrehozását. Kubai eredetű jelentése: „ünnep”, „tánc”. New York tette ismertté (1930-as évek). Ritmusa: gyors-gyors-lassú
- Zenei ütem: 4/4
- Tempó: 25-27 ütem/perc

### Paso Doble
Spanyol eredetű jelentése: „kettős lépés”. Egy bikaviadalt ábrázol, ahol a férfi a torreádor, a nő a kendő. Együtt mozognak a képzelt bika előtt. A férfinál nem igényel olyan nagy szintű csípőmunkát, viszont a nőtől annál többet. Nagyon fárasztó, ráadásul technikailag is nehéz tánc, épp ezért csak C osztálytól felfele táncolják. Hirtelen mozdulatok, gyors forgások(főleg a lány részéről) jellemzi.
A Paso Doble a táncversenyeken a latin-amerikai versenyszámok körében a negyedik kötelező tánc, 1959 óta szerepel hivatalosan a versenyprogramban.
A legtöbbször játszott Paso Doble az Espana Cani.
- Zenei ütem: 2/4
- Tempó: 60-62 ütem/perc[1]

### Jive
A Jive eredete az Egyesült Államokban gyökerezik, ahonnan a katonák hozták át Európába. Ez a dinamikus, mókás, igen közkedvelt tánc 1968-ban került fel a hivatalos versenytáncok közé.
A Jive egy fiatalos, lendületes, ritmusos tánc, mely azonnal magával ragadja a táncosokat.
Zenéje: gyors, lendületes, temperamentumos, magával ragadó, gondtalan, életvidám, fiatalos. Talán ebből is vezethető vissza, hogy technikailag talán a legkönnyebb latin-amerikai tánc.
Az emberek – hibásan – rock'n roll-ként is szokták emlegetni.
- Zenei üteme: 4/4
- Tempó: tudásszint szerint 40-46 ütem/perc (versenyen 42-44 ütem/perc[1])